# Ой не ходи, Грицю, та й на вечорниці (фільм)
«Ой не ходи, Грицю, та й на вечорниці» — український кінофільм 1978 року, екранізація однойменної п'єси Михайла Старицького.

## Акторський склад
- Антоніна Лефтій (Маруся)
- Іван Гаврилюк (Гриць)
- Костянтин Степанков (Хома)
- Зоя Сивач (Дарина)
- Олександр Крвавницький (Потап)
- Ксенія Ніколаєва (Галина)
- В. Іващенко (Дмитро)
- Олександра Смолярова (Вустя Шурай)
- Нонна Копержинська (Степанида)
- Леонід Марченко (Німий)

## Музика
У фільмі є багато українських народних пісень. Виконавці: К. Радченко, Я. Гнатюк, солісти Державного українського хору ім. Г. Верьовки.
У фільмі використано пісні:
- Ой учора ізвечора, пасла Маланка два качури
- Ой сивая та і зозуленька
- Чумарочка рябесенька
- Добрий вечір тобі, зелена діброво
- s:Добрий вечір, тобі, пане господарю
- Ой, піду я по добрій пороші
- Ішов Гриць з вечорниць
- Ой у лузі, та ще й при березі
- Ой, ішов я вулицею раз, раз
- Метелиця (у танку)
- Цвіте терен, цвіте терен
- Летіла зозуля та й стала кувати
- Шумить-гудить дібровонька
- Ой, вийду я на гіроньку
- Ой і зрада, карі очі, зрада
- Ой не ходи, Грицю